# Shin Hyun-ho
Shin Hyun-ho ((신현호?, 申鉉浩?); 21 settembre 1953) è un ex calciatore sudcoreano, di ruolo centrocampista.